# 2013年至2014年度香港政府財政預算案
《2013年至2014年度香港政府財政預算案》，由財政司司長曾俊華於2013年2月27日上午11時在立法會綜合大樓發表；該預算案乃曾司長任內的第6份。

## 外部連結
- 2013-2014年度香港政府財政預算案網頁（页面存档备份，存于）